# Marsac (Charente)
Marsac és un municipi francès situat al departament del Charente i a la regió de la Nova Aquitània. L'any 2007 tenia 777 habitants.

## Demografia

### Població
El 2007 la població de fet de Marsac era de 777 persones. Hi havia 304 famílies de les quals 56 eren unipersonals (28 homes vivint sols i 28 dones vivint soles), 116 parelles sense fills, 104 parelles amb fills i 28 famílies monoparentals amb fills.
La població ha evolucionat segons el següent gràfic:
Habitants censats

### Habitatges
El 2007 hi havia 339 habitatges, 307 eren l'habitatge principal de la família, 22 eren segones residències i 10 estaven desocupats. 331 eren cases i 4 eren apartaments. Dels 307 habitatges principals, 263 estaven ocupats pels seus propietaris, 40 estaven llogats i ocupats pels llogaters i 4 estaven cedits a títol gratuït; 1 tenia una cambra, 11 en tenien dues, 29 en tenien tres, 96 en tenien quatre i 170 en tenien cinc o més. 243 habitatges disposaven pel capbaix d'una plaça de pàrquing. A 112 habitatges hi havia un automòbil i a 171 n'hi havia dos o més.

### Piràmide de població
La piràmide de població per edats i sexe el 2009 era:
| Homes | Edats   | Dones |
| ----- | ------- | ----- |
| 0     | 95 o +  | 0     |
| 0     | 90 a 94 | 0     |
| 8     | 85 a 89 | 4     |
| 4     | 80 a 84 | 8     |
| 4     | 75 a 79 | 4     |
| 20    | 70 a 74 | 0     |
| 24    | 65 a 69 | 40    |
| 20    | 60 a 64 | 20    |
| 20    | 55 a 59 | 16    |
| 20    | 50 a 54 | 44    |
| 56    | 45 a 49 | 32    |
| 36    | 40 a 44 | 24    |
| 24    | 35 a 39 | 32    |
| 16    | 30 a 34 | 12    |
| 8     | 25 a 29 | 12    |
| 12    | 20 a 24 | 12    |
| 44    | 15 a 19 | 32    |
| 32    | 10 a 14 | 16    |
| 28    | 5 a 9   | 16    |
| 4     | 0 a 4   | 16    |

## Economia
El 2007 la població en edat de treballar era de 516 persones, 379 eren actives i 137 eren inactives. De les 379 persones actives 349 estaven ocupades (185 homes i 164 dones) i 30 estaven aturades (9 homes i 21 dones). De les 137 persones inactives 55 estaven jubilades, 40 estaven estudiant i 42 estaven classificades com a «altres inactius».

### Ingressos
El 2009 a Marsac hi havia 324 unitats fiscals que integraven 814,5 persones, la mediana anual d'ingressos fiscals per persona era de 17.774 €.

### Activitats econòmiques
Dels 22 establiments que hi havia el 2007, 1 era d'una empresa de fabricació d'altres productes industrials, 5 d'empreses de construcció, 9 d'empreses de comerç i reparació d'automòbils, 2 d'empreses de transport, 3 d'empreses de serveis i 2 d'entitats de l'administració pública.
Dels 3 establiments de servei als particulars que hi havia el 2009, 1 era una lampisteria, 1 electricista i 1 empresa de construcció.
L'any 2000 a Marsac hi havia 28 explotacions agrícoles que ocupaven un total de 826 hectàrees.

## Equipaments sanitaris i escolars
El 2009 hi havia una escola maternal integrada dins d'un grup escolar amb les comunes properes formant una escola dispersa.

## Poblacions més properes
El següent diagrama mostra les poblacions més properes.